# Radio Panamericana de Chile
Radio Panamericana de Chile es una estación radial chilena ubicada en la frecuencia 1.420 kHz del dial AM en Santiago de Chile. Es una de las emisoras más antiguas del país.

## Historia
Radio Panamericana es considerada una de las más antiguas del país, siendo fundada por don Rogelio Gómez Carpio el 7 de marzo de 1959.
Desde 1970 está bajo el mando de su director responsable, don Julio Vizcarra Sánchez, quien supo sortear los momentos históricos de Chile, manteniendo las transmisiones de Radio Panamericana al aire sin interrupción hasta el año en curso.
Radio Panamericana ha pasado por una gran variedad de programas. Algunos de ellos se mantuvieron por largos y exitosos años como Mañanitas Campesinas, conducido por la folclorista chilena Ofelia Ruy-Pérez, durante más de 40 años; El Deporte Amateur, conducido por el desaparecido periodista Ociel Edmundo Rojas Chávez, por más de 30 años; también los programas Carrusel Periodístico y Radar Periodístico, conducidos y producidos por el periodista Mario Silva Berríos, desde hace más de 40 años.

## Actualidad
La emisora cuenta con importantes avances tales como la adquisición de una nueva consola de broadcasting profesional Solidyne XS 2300, junto con un procesador de audio también Solidyne Orión 462, lo que los integra más a la era digital. Junto a esto, se suma el control de sus transmisiones vía control remoto lo que les permite operar la radio desde cualquier punto del planeta vía internet.
La creación de su señal en línea en 2003, les ha hecho sumar auditores de otros países y de los extremos de Chile, ya que Panamericana tiene cobertura en Santiago solamente.
En la parte programática, esta emisora radial transmite programas misceláneos, naturistas, y de congregaciones evangélicas.